# کریستین آلتینیر
کریستین آلتینیر (انگلیسی: Christian Altinier؛ زادهٔ ۱۵ فوریهٔ ۱۹۸۳) بازیکن فوتبال اهل ایتالیا است.
از باشگاه‌هایی که در آن بازی کرده‌است می‌توان به باشگاه فوتبال هلاس ورونا، باشگاه فوتبال آسکولی، باشگاه فوتبال چیتادلا، باشگاه فوتبال پادوا، باشگاه فوتبال بنونتو، و باشگاه فوتبال کومو اشاره کرد.